# Salvador Gordo
Pour les articles homonymes, voir Gordo.
Salvador Vieira Gordo, né le 7 janvier 2003, est un nageur angolais.

## Carrière
Salvador Gordo participe aux Jeux olympiques de 2020 à Tokyo, où il est éliminé en séries du 100 mètres papillon. 
Il remporte aux Championnats d'Afrique de natation 2021 à Accra la médaille de bronze sur 4 × 100 mètres quatre nages mixte et sur 4 x 100 mètres quatre nages. Il participe aussi aux épreuves juniors dans ces championnats, obtenant le bronze sur 200 mètres papillon.